# Abeer Nehme
Abeer Nehme (arabiska: عبير نعمة), född 19 maj 1980, är en libanesisk sångare och musikolog.   Hon framför traditionell Tarab-musik, libanesisk traditionell musik, Rahbani-musik och sakral musik från de syrisk-maronitiska, syrisk-ortodoxa och bysantinska traditionerna. Hon har gjort sig ett namn i arabisktalande länder genom att blanda traditionell arabisk folkmusik med opera

## Biografi
Nehme är uppvuxen i en familj där musik hade en självklar plats. Hennes pappa var en självlärd musiker och hon började sjunga och komponera musik redan som fyraåring. Nehmes far var noga med att hon inte exponerades för musik av lägre kvalitet från radion. Istället var det mycket traditionell musik hon lyssnade på. Hon studerade musik på Université Saint-Esprit de Kaslik. Där genomförde hon bland annat utbildning i instrumentet  qanoun och orientalisk musik. Under sin studietid och senare som språkforskare upptäckte Nehme en större bredd av musik. Efter examen fick hon huvudrollerna i operetterna  Andalusia, Jewel of the World (2007) och Eela (2010). Hon gjorde senare framträdanden på  Festival Les Orientales i Paris och World Sacred Music Festival i Fes i Marocko. 

## Debutalbum och turné i Sverige
Aroma of my prayers producerade och skrev hon tillsammans med sina bröder. Albumet blandar olika musikstilar och språk. Nehme själv menar att albumet representerar hemlandet med en doft av marken, sanden och människorna.
2010 genomförde Nehme en turné i Sverige som följde upp hennes turné i USA. Sverigeturnén avslutades med en konsert på Estrad i Södertälje den 18 juni samma år. Konserten var två timmar lång utan paus. Ingrid Sjökvist på en lokal tidning var imponerad av den stora variationen på genrer och språk, men framför allt av Nehmes röst. 
Andra albumet, Hikayi, var hennes första fullängdare på skivbolaget Universal. Albumet består av en blandning av snabba spår och några mer dramatiska  ackompanjerade av cello och piano. Det beskrivs som intimt i jämförelse med hennes tidigare verk.

## Diskografi
Studioalbum
- 2009 - Aroma of my prayers
- 2019 - Hikayi

Singlar
- 2010 - Only the desert knows
- 2014 - Shubqono (på arameiska)
- 2018 - Waynak
- 2018 - Wada't el layl
- 2019 - Talfantelak
- 2019 - Hayda watani

Medverkar på
- 2009 - Belaaks (album av Jean-Marie Riachi)
- 2018 - Sing a little (gemensamt album med Marcel Khalifa)